# کل مواد جامد محلول

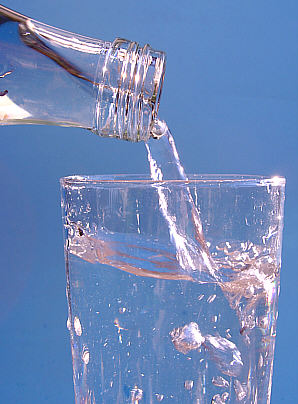
بطری آب معدنی معمولاً تی دی اس کمتری نسبت به آب لوله‌کشی دارد.

کل مواد جامد محلول (به انگلیسی: Total dissolved solids (TDS))، اندازه‌گیری محتوای ترکیبی از تمام مواد آلی و غیر آلی موجود در یک مایع در مولکولی، یونیزه یا میکرو گرانول (سلول کلوئیدی) است. تی دی اس را نمی‌توان به عنوان معیار اصلی مشخص‌کننده کیفیت آب در نظر گرفت و بیشتر درجه شفافیت آب را مشخص می‌کند.
منظور از TDS کل مواد جامد محلول در آب است که برابر مجموع غلظت همه یون‌های موجود در آب می‌باشد. مواد محلول در آب ممکن است از نظر ماهیت «آلی» یا «معدنی» باشند.
مواد غیر آلی (معدنی) حل شده در آب شامل: مواد معدنی، فلزات و گازها می‌باشند. بعضی از مواد آلی به صورت ذرات کلوییدی هستند اما بیشتر مواد آلی به صورت محلول هستند. آلاینده‌های آلی ممکن است باعث بو، رنگ و طعم نامطبوع آب شوند.
مواد حاصل از تجزیه گیاهان، مواد شیمیایی آلی و گازهای آلی، اجزای آلی محلول در آب را تشکیل می‌دهند.
بسیاری از مواد حل شده در آب نامطلوب هستند. مواد معدنی، گازها و مواد آلی حل شده در آب ممکن است موجب بروز رنگ، طعم و بوی نامطلوب شوند. برخی از ترکیبات شیمیایی ممکن است سمی‌باشند و برخی از اجزای آلی محلول به اثبات رسیده‌است که سرطانزا هستند. البته باید توجه داشت که تمامی مواد محلول در آب نامطلوب نیستند. اما میزان مواد محلول مطلوب در آب بسیار اندک است.
واحد سنجش TDS، میلی‌گرم بر لیتر Mg/l می‌باشد که از آن با اصطلاح PPM یاد می‌کنند.
برای اندازه‌گیری TDS هدایت الکتریکی (EC) آب را اندازه‌گیری می‌کنند. (ds/m)TDS(mg/l) = 640 EC
میزان کل جامدات محلول در آب از دو نظر قابل بررسی است:
مقدار مجاز: حداکثر مقدار مجاز TDS آب آشامیدنی در استاندارد آب شرب ذکر شده‌است. این مقدار در استاندارد آب شرب ایران ۱۵۰۰ و در شرایط ویژه ۲۰۰۰ میلی‌گرم در لیتر ذکر شده‌است.
مقدار مطلوب: مقدار مطلوب کل جامدات محلول در آب در استاندارد ذکر نشده‌است. اما آنچه که مسلم است هرچقدر ناخالصی‌های محلول در آب (خصوصاً آن دسته از ناخالصی‌ها که برای بدن مضر هستند نظیر نیترات) کمتر باشد آب گواراتر و سالم‌تر خواهد بود. از طرفی کاهش TDS ممکن است تغییر طعم آب را به دنبال داشته باشد و از آنجا که طعم و مزه آب یک پارامتر نسبی است و برای مصرف‌کنندگان مختلف متفاوت است، آستانه تغییر مزه نیز قابل اندازه‌گیری نبوده و لذا در استاندارد ذکر نشده‌است.
با این توضیحات، مشخص می‌شود که ممکن است مقدار ناخالصی‌های محلول در یک نمونه آب، از مقدار استاندارد تجاوز نکرده باشد، اما از نظر مصرف‌کننده آن نمونه مطلوبیت لازم جهت مصرف را نداشته باشد. به‌طور مثال TDS آب قم حدود ۹۰۰ میلی‌گرم در لیتر است. مصرف این آب از نظر استاندارد آب شرب مجاز محسوب می‌شود. اما چنان‌که می‌دانیم، آب قم مطلوبیت لازم را جهت مصرف ندارد و می‌توان با دستگاه‌های تصفیه آب خانگی، آبی به مراتب مطلوب تر و گواراتر تهیه و مصرف کرد. یا ممکن است که میزان نیترات در یک نمونه از آب مشهد، ۴۵ میلی‌گرم در لیتر گزارش شود. این میزان از حداکثر مجاز عنوان شده در استاندارد (۵۰ میلی‌گرم در لیتر) کمتر است. به عبارتی این مقدار خط قرمز است و هر چه میزان نیترات در آب از این میزان کمتر باشد، بر سلامت آب افزوده می‌شود. به وسیله تجهیزات تصفیه آب خانگی می‌توان میزان نیترات آب را تا ۹۰ در صد کاهش داد.
برای اندازه‌گیری tdsاب ازروش حرارت استفاده می‌کنیم ودراین روش اب رادریک بوته چینی می‌ریزیم وحرارت می‌دهیم بر روی گرمکن الکتریکی تا دمای ۱۰۳–۱۰۵ درجه سلسیوس و بعد باقی مانده جامد را نیز درکوره الکتریکی به مدت بیست دقیقه تادمای ۵۰۰–۵۵۰درجه حرارت می‌دهیم ونمونه باقی‌مانده را وزن می‌کنیم واختلاف وزن برحسب میلی‌گرم ضربدرهزار تقسیم بر حجم نمونه اولیه اب برحسب میلی لیتر برابر tds برحسب ppm می‌باشد.

## مفهوم TDS آب چیست؟
TDS یکی از پارامترهای سنجش کیفیت آب و کلمه اختصاری عبارت Total Dissolved Solid به معنای کل جامدات محلول در آب بوده و بر حسب ppm بیان می‌گردد. توجه داشته باشید که مفهوم پارامتر سنگینی TDS با پارامتر سختی THH کاملاً متفاوت است. همچنین لازم است ذکر شود که این پارامتر به تنهایی معیار مناسبی برای سنجش آب نیست. به عنوان مثال آبی که دارای TDS پایین است ممکن است دارای مقدار زیادی املاح نامحلول باشد. یا آبی با TDS 50 که حاوی کلسیم است به مراتب کیفیت بهتری از آب با TDS 20 حاوی نیترات کیفیت بهتری دارد.
پی‌نوشت: در صورتی که قصد سنجش معیار TDS مراحل تصفیه دستگاه خود را دارید می‌بایست آب خروجی ممبران را اندازه‌گیری نمایید. چراکه آب خروجی از شیر برداشت دستگاه توسط مراحل فرآوری غنی سازی شده‌است به عبارتی حاوی املاح محلول خوب است. همچنین لازم به توضیح است که دستگاه‌های سنجش تجاری TDS موجود در بازار امکان کالیبره شدن را نداشته و دارای مقدار قابل توجهی خطا می‌باشند. اما می‌توان به عنوان سنجش عملکرد عمومی دستگاه از آن استفاده نمود.

## مقادیر استاندارد
- آب تازه <۱٬۰۰۰ mg/L TDS
- آب لب‌شور 1000 to ۱۰٬۰۰۰ mg/L TDS
- آب شور 10,000 to ۳۰٬۰۰۰ mg/L TDS
- آب نمک> ۳۰٬۰۰۰ mg/L TDS